# Lars Ricken
Lars Ricken (Dortmund, 10 luglio 1976) è un dirigente sportivo ed ex calciatore tedesco, di ruolo centrocampista.

## Biografia
Dal 2009 al 2013 ha avuto una relazione con la conduttrice televisiva Andrea Kaiser, con cui si è sposato nel luglio 2010. Risposatosi nel 2016 con Franziska, nello stesso anno è divenuto padre di una figlia.

## Carriera

### Club
Iniziò a giocare a calcio all'età di sei anni nel TuS Eving-Lindenhorst, con cui divenne campione giovanile per tre volte di seguito.
Entrato nel 1990 nel settore giovanile del Borussia Dortmund, fu aggregato alla prima squadra nell'annata 1993-1994 dal tecnico Ottmar Hitzfeld, dopo essere stato più volte inserito nella distinta di gara nella prima metà della stagione senza mai scendere in campo e dopo essersi allenato con la seconda squadra dell'Oberliga Westfalen, in terza divisione. Esordì in Bundesliga diciassettenne l'8 marzo 1994, subentrando nella partita persa in casa per 1-2 contro lo Stoccarda e tre giorni dopo realizzò il suo primo gol in Bundesliga, diventando il più giovane marcatore nella storia della massima divisione tedesca, primato battuto da Nuri Şahin il 26 novembre 2005. Nella stagione 1994-1995 ottenne il posto da titolare e il 6 dicembre 1994, nel ritorno degli ottavi di finale di Coppa UEFA, andò a segno contro il Deportivo La Coruña, fissando il risultato sul 3-1 nei tempi supplementari. Nel 1996-1997 vinse con i gialloneri la UEFA Champions League, battendo in finale a Monaco di Baviera la Juventus, con un suo gol a sancire il 3-1 finale; la marcatura, realizzata con un pregevole tiro da 25 metri, lo rese il calciatore andato a segno in modo più veloce dal suo ingresso in campo in una finale della massima competizione europea: solo 11" dopo essere subentrato, al 70', a Stéphane Chapuisat e al suo primo tocco del pallone. Nella competizione realizzò 3 reti. La rete fu premiata, il 19 dicembre 2009, in occasione del centenario del club, come "Gol del secolo del Borussia Dortmund" da un sondaggio condotto tra i tifosi del club.
Negli anni successivi Ricken, pur non essendo più in grado di ripetersi sui livelli su cui si era espresso durante il primo periodo al Borussia Dortmund, giocò con regolarità e si aggiudicò la Bundesliga nel 2001-2002. Nella prima metà della stagione 2004-2005 fu temporaneamente messo fuori rosa dal Borussia Dortmund, ma nella seconda metà della stagione fu reintegrato e sovente impiegato come titolare. Il 14 novembre 2005 si ruppe il legamento crociato, patendo un infortunio che lo costrinse a rimanere lontano dai campi di gioco per il resto della stagione 2005-2006.
Nel marzo 2007 fu trasferito dall'allora allenatore Thomas Doll in seconda squadra, dove assunse il ruolo di capitano. Ricken lasciò il Borussia Dortmund il 5 luglio 2007; il suo contratto fu definitivamente risolto il 31 dicembre dello stesso anno. Negli ultimi anni della sua carriera Ricken giocò principalmente nella squadra riserve del Dortmund. Nelle stagioni 2006-2007 e 2007-2008 disputò rispettivamente 11 e 19 partite in Regionalliga, segnando complessivamente 6 gol. Nel febbraio 2009 decise di ritirarsi dall'attività agonistica, a causa dei numerosi infortuni. La sua carriera si concluse, infatti, all'età di 32 anni, dopo aver giocato solo 3 partite nella Regionalliga con la squadra riserve nella stagione 2008-2009.

### Nazionale
Nel 1992, sedicenne, si aggiudicò il campionato d'Europa Under-16 con la nazionale tedesca di categoria a Cipro. Dal 1995 al 1998 fece parte della nazionale tedesca Under-21, con cui segnò 8 gol in 17 presenze e giocò il campionato europeo di categoria del 1998. Il 10 settembre 1997, nella gara contro l'Armenia vinta per 4-0, esordì in nazionale maggiore, con cui conta 17 presenze e una rete, messa a segno il 13 febbraio 2002 nell'amichevole contro Israele vinta per 7-1; la sua ultima presenza in nazionale è datata 17 aprile 2002, nella sconfitta casalinga (0-1) contro l'Argentina. Ha preso parte alla Confederations Cup 1999 e al campionato mondiale di Corea e Giappone 2002, rassegna in cui non scese mai in campo.

## Statistiche

### Cronologia presenze e reti in nazionale
| Cronologia completa delle presenze e delle reti in nazionale ― Germania | Cronologia completa delle presenze e delle reti in nazionale ― Germania | Cronologia completa delle presenze e delle reti in nazionale ― Germania | Cronologia completa delle presenze e delle reti in nazionale ― Germania | Cronologia completa delle presenze e delle reti in nazionale ― Germania | Cronologia completa delle presenze e delle reti in nazionale ― Germania | Cronologia completa delle presenze e delle reti in nazionale ― Germania | Cronologia completa delle presenze e delle reti in nazionale ― Germania |
| Data                                                                    | Città                                                                   | In casa                                                                 | Risultato                                                               | Ospiti                                                                  | Competizione                                                            | Reti                                                                    | Note                                                                    |
| ----------------------------------------------------------------------- | ----------------------------------------------------------------------- | ----------------------------------------------------------------------- | ----------------------------------------------------------------------- | ----------------------------------------------------------------------- | ----------------------------------------------------------------------- | ----------------------------------------------------------------------- | ----------------------------------------------------------------------- |
| 10-9-1997                                                               | Dortmund                                                                | Germania                                                                | 4 – 0                                                                   | Armenia                                                                 | Qual. Mondiali 1998                                                     | -                                                                       | 46’                                                                     |
| 18-2-1998                                                               | Muscat                                                                  | Oman                                                                    | 0 – 2                                                                   | Germania                                                                | Amichevole                                                              | -                                                                       | 46’                                                                     |
| 10-10-1998                                                              | Bursa                                                                   | Turchia                                                                 | 1 – 0                                                                   | Germania                                                                | Qual. Euro 2000                                                         | -                                                                       | 80’                                                                     |
| 14-10-1998                                                              | Chisinau                                                                | Moldavia                                                                | 1 – 3                                                                   | Germania                                                                | Qual. Euro 2000                                                         | -                                                                       | 63’                                                                     |
| 6-2-1999                                                                | Jacksonville                                                            | Stati Uniti                                                             | 3 – 0                                                                   | Germania                                                                | Amichevole                                                              | -                                                                       |                                                                         |
| 9-2-1999                                                                | Miami                                                                   | Germania                                                                | 3 – 3                                                                   | Colombia                                                                | Amichevole                                                              | -                                                                       | 79’                                                                     |
| 24-7-1999                                                               | Guadalajara                                                             | Brasile                                                                 | 4 – 0                                                                   | Germania                                                                | Conf. Cup 1999 - 1º turno                                               | -                                                                       |                                                                         |
| 28-7-1999                                                               | Guadalajara                                                             | Germania                                                                | 2 – 0                                                                   | Nuova Zelanda                                                           | Conf. Cup 1999 - 1º turno                                               | -                                                                       |                                                                         |
| 29-5-2001                                                               | Brema                                                                   | Germania                                                                | 2 – 0                                                                   | Slovacchia                                                              | Amichevole                                                              | -                                                                       | 46’                                                                     |
| 2-6-2001                                                                | Helsinki                                                                | Finlandia                                                               | 2 – 2                                                                   | Germania                                                                | Qual. Mondiali 2002                                                     | -                                                                       |                                                                         |
| 6-6-2001                                                                | Tirana                                                                  | Albania                                                                 | 0 – 2                                                                   | Germania                                                                | Qual. Mondiali 2002                                                     | -                                                                       | 70’ 84’                                                                 |
| 15-8-2001                                                               | Budapest                                                                | Ungheria                                                                | 2 – 5                                                                   | Germania                                                                | Amichevole                                                              | -                                                                       | 46’                                                                     |
| 10-11-2001                                                              | Kiev                                                                    | Ucraina                                                                 | 1 – 1                                                                   | Germania                                                                | Qual. Mondiali 2002                                                     | -                                                                       | 80’                                                                     |
| 14-11-2001                                                              | Dortmund                                                                | Germania                                                                | 4 – 1                                                                   | Ucraina                                                                 | Qual. Mondiali 2002                                                     | -                                                                       | 70’                                                                     |
| 13-2-2002                                                               | Kaiserslautern                                                          | Germania                                                                | 7 – 1                                                                   | Israele                                                                 | Amichevole                                                              | 1                                                                       |                                                                         |
| 17-4-2002                                                               | Stoccarda                                                               | Germania                                                                | 0 – 1                                                                   | Argentina                                                               | Amichevole                                                              | -                                                                       | 46’                                                                     |
| Totale                                                                  |                                                                         | Presenze                                                                | 16                                                                      |                                                                         | Reti                                                                    | 1                                                                       |                                                                         |

## Palmarès

### Competizioni nazionali
- Campionato tedesco: 3

Borussia Dortmund: 1994-1995, 1995-1996, 2001-2002
- Supercoppa di Germania: 2

Borussia Dortmund: 1995, 1996

### Competizioni internazionali
- UEFA Champions League: 1

Borussia Dortmund: 1996-1997
- Coppa Intercontinentale: 1

Borussia Dortmund: 1997